# Коростень (вагонне депо)
Вагонне депо́ «Коростень» (ВЧД-7) — одне із 7 вагонних депо Південно-Західної залізниці. Розташоване поблизу однойменної станції.

## Основний профіль депо та можливі послуги
- технічне обслуговування вагонів;
- поточний ремонт вагонів з відчепленням;
- деповський та капітальний ремонт вагонів власності УЗ;
- деповський та капітальний ремонт приватних вагонів;
- підготовка вагонів під навантаження.